# Universidade Columbia
A Universidade Columbia (em inglês:  Columbia University ou, oficialmente, Columbia University in the City of New York) é uma instituição de ensino superior privada, localizada na cidade de Nova Iorque, nos Estados Unidos.
Columbia é a mais antiga instituição de ensino superior do estado de Nova Iorque, a quinta mais antiga dos Estados Unidos, e uma das nove Universidades Coloniais fundadas antes da Revolução Americana. Uma das oito universidades que compõe a prestigiosa Ivy League (as outras sendo Harvard, Princeton, Yale, Pensilvânia, Cornell, Dartmouth e Brown), foi fundada no ano de 1754 como King's College por intermédio de carta régia de Jorge II da Grã-Bretanha e rebatizada como Columbia College em 1784, visto o caráter patriótico do nome, um nome alternativo para América. Desde sua fundação, a instituição têm formado inúmeros cidadãos de destaque na história do país e do mundo. Além disto, figura até aos dias atuais como uma das mais seletivas instituições de ensino superior dos Estados Unidos. Contando com taxa de admissão de 5,8%, a Universidade Columbia mantém-se como a terceira mais seletiva universidade do país e a segunda mais seletiva das universidades integrantes da Ivy League.
Inicialmente, a universidade foi fundada quase no fim da ilha de Manhattan, em terreno da igreja Trinity Church. No seguinte século, se mudaria para mais ao norte da ilha, onde atualmente ergue-se o Rockefeller Center. Finalmente, no ano de 1896, mudou-se pela última vez, desta vez para o bairro Morningside Heights, onde ocupa uma área de 32 acres (13 hectares) de propriedade.
Ex-alunos notáveis de Columbia incluem 5 Pais Fundadores dos Estados Unidos – entre os quais, um autor da Declaração de Independência e um autor da Constituição dos Estados Unidos; 9 juízes da Suprema Corte dos Estados Unidos; 43 Prêmios Nobel; 20 bilionários; 39 vencedores dos Prêmios da Academia e 29 chefes de Estados, incluindo 3 Presidentes dos Estados Unidos.

## História

### Era Colonial

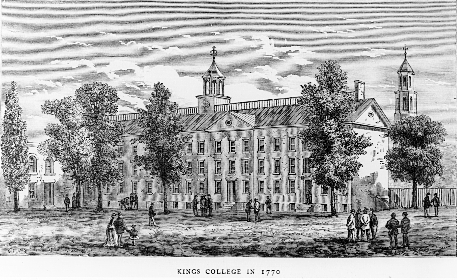
Sede do King's College, em 1770.

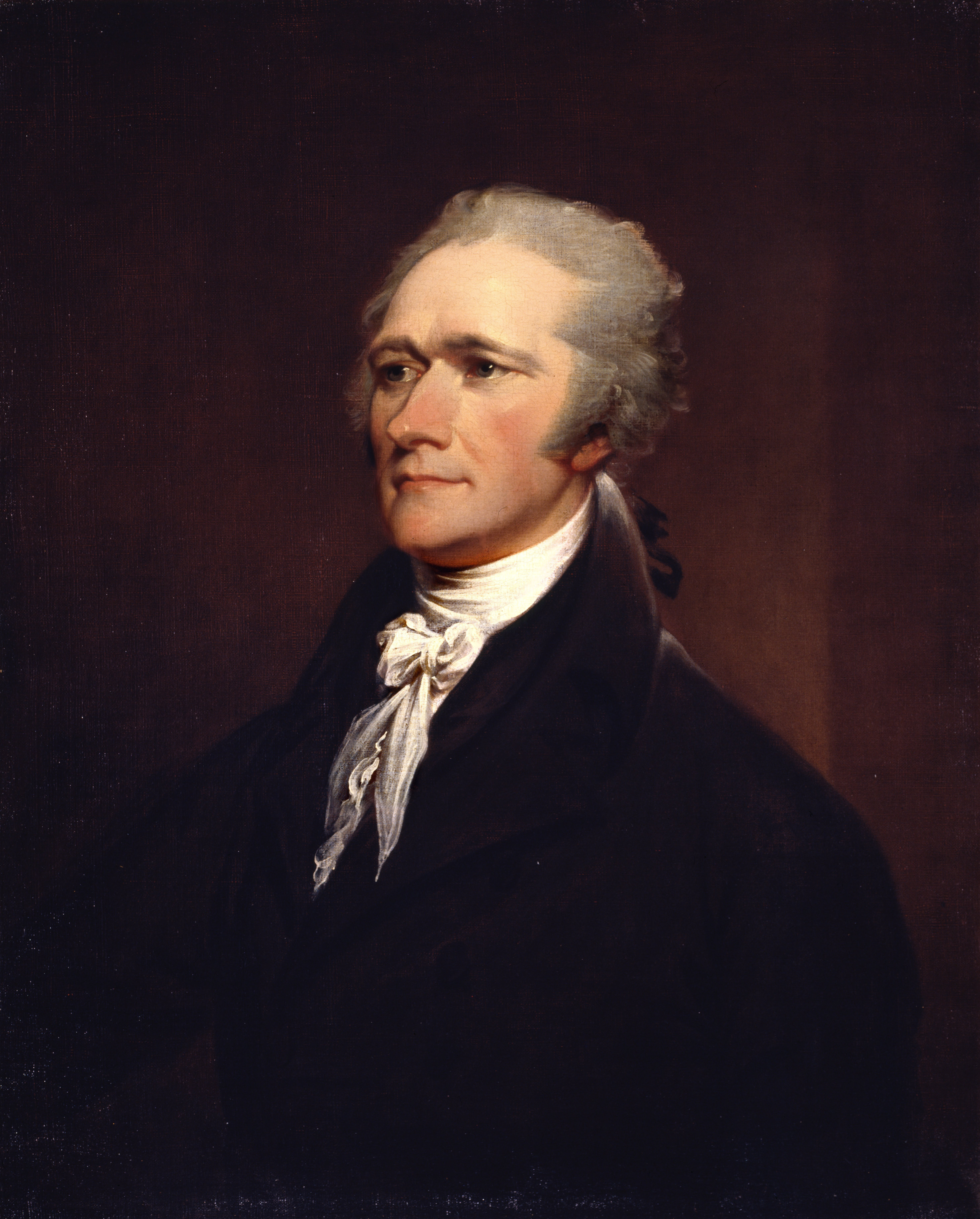
Alexander Hamilton, Delegado no Congresso Continental e o primeiro Secretário do Tesouro, foi um dos primeiros alunos notáveis do King's College.

Debates e propostas sobre a fundação de uma universidade na Província de Nova Iorque começaram a ascender em 1704, quando o então governador Lewis Morris escreveu à Sociedade para Propagação do Evangelho no Exterior - o corpo missionário da Igreja da Inglaterra, tentando persuadi-los de que Nova Iorque era o local ideal para a construção de um instituição educacional superior. Contudo, somente após a fundação da Faculdade de Nova Jérsei (atual Universidade Princeton), na margem oposta do Hudson, as autoridades da cidade de Nova Iorque consideraram seriamente a fundação de uma universidade própria. Em 1746, a assembleia geral de Nova Iorque aprovou um ato de levantamento de fundos para financiar a nova instituição. Em 1751, a assembleia elegeu uma comissão de dez moradores da região, sete dos quais eram membros da Igreja da Inglaterra, para dirigir os fundos angariados na fundação da faculdade.
As primeiras aulas ocorreram em julho de 1754, ministradas pelo primeiro presidente da universidade, Dr. Samuel Johnson. Johnson era o único instrutor da primeira classe da faculdade, que consistia somente em oito docentes. A primeira sede da instituição funcionou num prédio anexo à Igreja da Trindade, hoje na porção sul da Broadway, em Manhattan. Tendo como data oficial de fundação o dia 31 de outubro de 1754, a instituição foi batizada como King's College por carta régia de Jorge II da Grã-Bretanha, tornando-se a primeira instituição de nível superior do estado de Nova Iorque e a quinta a ser fundada no país.
Em 1763, Johnson foi sucedido por Myles Cooper, um graduado do The Queen's College de Oxford e um defensor ferrenho do partido Tory. No tenso cenário política da Revolução Americana, seu principal oponente ideológico foi um docente da classe de 1777, Alexander Hamilton. Quando da eclosão da Guerra da Independência em 1776, a faculdade suspendeu suas atividades por oito anos. A suspensão permaneceu durante a ocupação de Nova Iorque pelas tropas britânicas até a sua rendição e partida em 1783. Durante a campanha militar, a biblioteca da universidade foi loteada e seu prédio utilizado como hospital militar por tropas americanas e britânicas. Após o conflito, a liderança expulsou os Lealistas da universidade, que teve seu nome modificado para Columbia College, visando reforçar os ideais nacionalistas americanos. Os Lealistas, por sua vez, liderados pelo Bispo Charles Inglis, fundaram o King's Collegiate School, em Windsor.

### Século XVIII

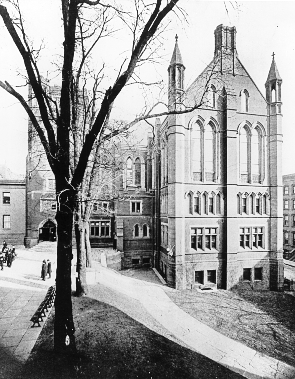
Sede da Escola de Direito da Universidade Columbia, no início do século XIX.

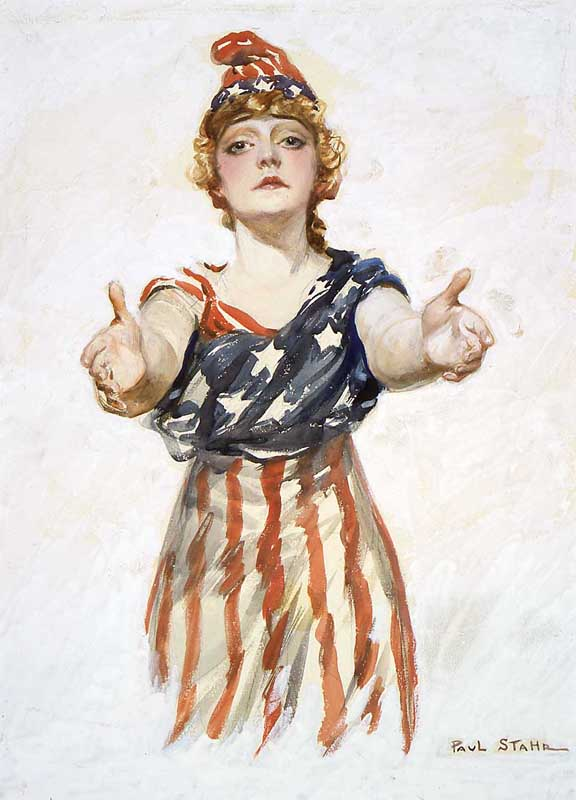
Na década de 1780, o nome da instituição foi modificado para homenagear Colúmbia, personificação do ideal revolucionário americano.

Após o período revolucionário, a universidade voltou-se ao estado de Nova Iorque na tentativa de restaurar seus anos de atividade, prometendo modificar o que fosse necessário para suprir as demandas estaduais. A legislatura estadual concordou em assistir financeiramente à faculdade e, em 1 de maio de 1784, aprovou "um ato concedendo certos privilégios à instituição anteriormente conhecida como King's College". O ato estabeleceu uma Comissão de Regentes com finalidade de supervisionar a reestruturação da faculdade e, numa tentativa de demonstrar seu apoio ao governo federal emergente, a legislatura estipulou que "a faculdade na Cidade de Nova Iorque a partir de então seria chamada e conhecida pelo nome Columbia College", uma referência à personificação da América. A Comissão de Regentes concluiu a constituição da faculdade em fevereiro de 1787 e, logo em seguida, elegeu um comitê revisor, liderado por John Jay e Alexander Hamilton. Em abril do mesmo ano, uma nova carta foi adotada pela instituição, sendo a que se mantém até a atualidade.
Em 21 de maio de 1787, William Samuel Johnson, filho de Samuel Johnson, foi eleito por unanimidade para a presidência do Columbia College. Antes de presidir a universidade, Johnson havia sido membro do Primeiro Congresso Continental e delegado na Convenção de Filadélfia. Durante certo período na década de 1790, em que Nova Iorque foi capital federal e estadual, a universidade voltou ao seu auge. George Washington e John Adams, os primeiros presidente e vice-presidente, respectivamente, estiveram presentes na cerimônia de inauguração da universidade em 6 de maio de 1789.

### Atualidade
Columbia sempre figurou entre as 20 melhores instituições de ensino superior do mundo e recentemente, 2014, foi considerada a 4º melhor universidade dos Estados Unidos, segundo o US News & World Report, e como a 12º melhor universidade do mundo pelo Times Higher Education.
Hoje a universidade tem mais de 132 000 m² só no seu campus principal. Columbia é dividida em várias escolas de graduação/profissionais como por exemplo: Columbia College (CC), The Fu Foundation School of Engineering and Applied Sciences (SEAS), The School of General Studies (GS), The Business School (BS), entre outras. Além do campus principal há o campus de Ciências Médicas, localizado no bairro de Washington Heights. Várias residências estudantis estão localizadas dentro do próprio campus e o alojamento nestas é garantido a todos os alunos de graduação.
A universidade atualmente opera postos de pesquisa em 8 localidades ao redor do mundo, com o objetivo de fomentar e facilitar a troca de conhecimento e propor soluções para problemas globais. Os primeiros centros foram inaugurados em Março de 2009 em Pequim e Amã, sendo em seguida inaugurados centros em Paris e Bombaim, em Março de 2010, e Nairóbi, em Janeiro de 2012. Outros centros foram abertos em Istambul, Santiago e Rio de Janeiro, Brasil em 2012 e 2013, respectivamente.

## Campus
De acordo com a revista New York, a Universidade Columbia é a maior proprietária de terras na cidade de Nova Iorque, atrás somente da Arquidiocese de Nova Iorque.

### Morningside Heights

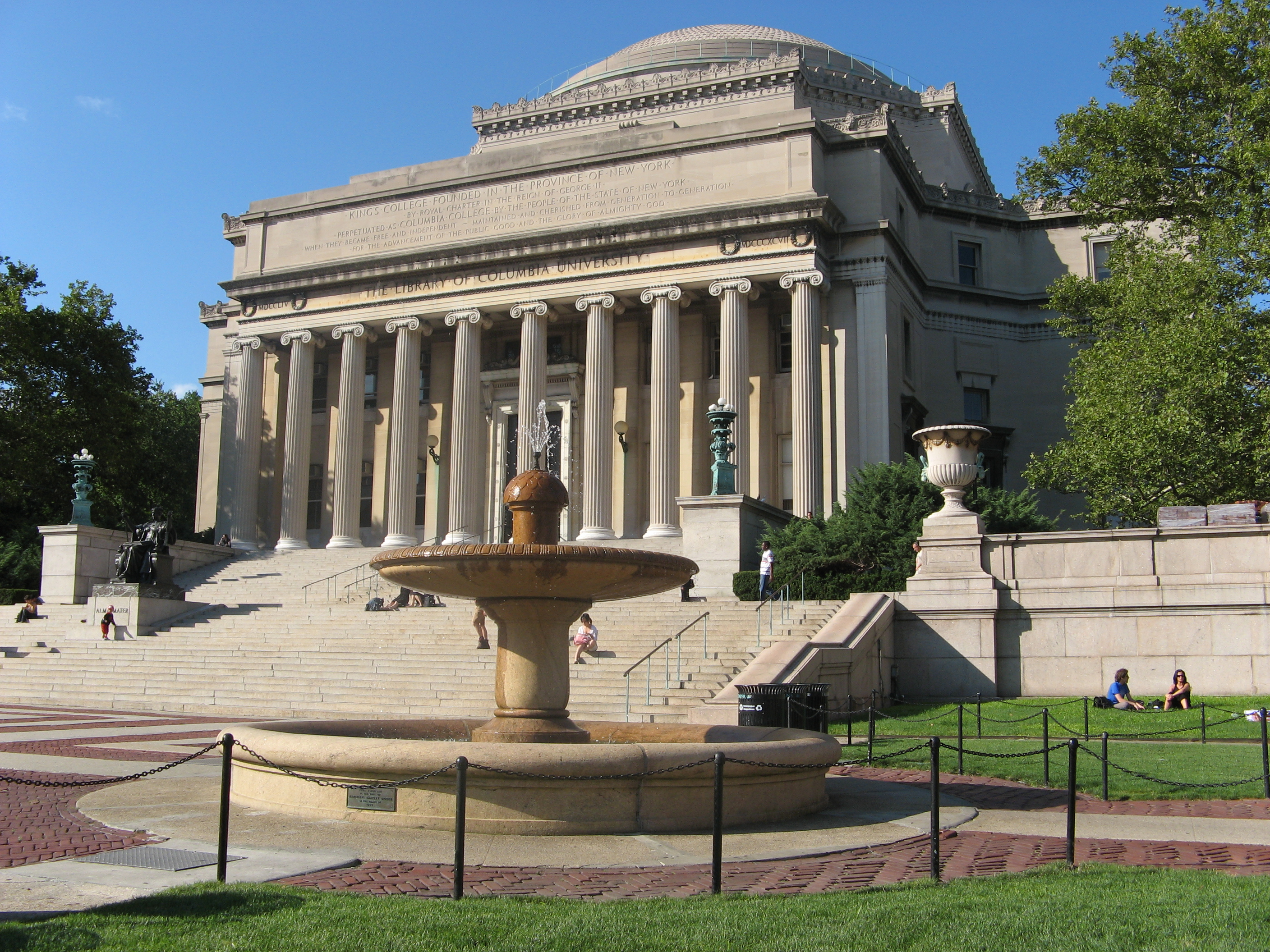
Low Memorial Library

A grande maioria das atividades acadêmicas da Universidade Columbia estão sediadas no campus de Morningside Heights, sendo ainda reminiscente da visão de seu presidente Seth Low de que deveria haver um centro universitário onde todas os cursos pudessem ser ministrados. Toda a área do campus foi projetada pela firma "McKim, Mead & White" - dos arquitetos Charles Follen McKim, William Rutherford Mead e Stanford White - dentro dos princípios do movimento Beaux-Arts no continente americano. O campus principal da universidade expande-se em uma área equivalente a seis quarteirões da cidade de Nova Iorque, ocupando 32 acres (ou 13 hectares) no distrito de Morningside Heights, na região ao norte do Central Park, em Manhattan. A universidade detém ainda 7 800 apartamentos na região, destinados a servir como residência para docentes e discentes e abrigar estrutura de pesquisa. O complexo educacional abriga ainda cerca de duas dúzias de dormitórios para estudantes, interligados por uma extensa rede de túneis construídos no século XIX.

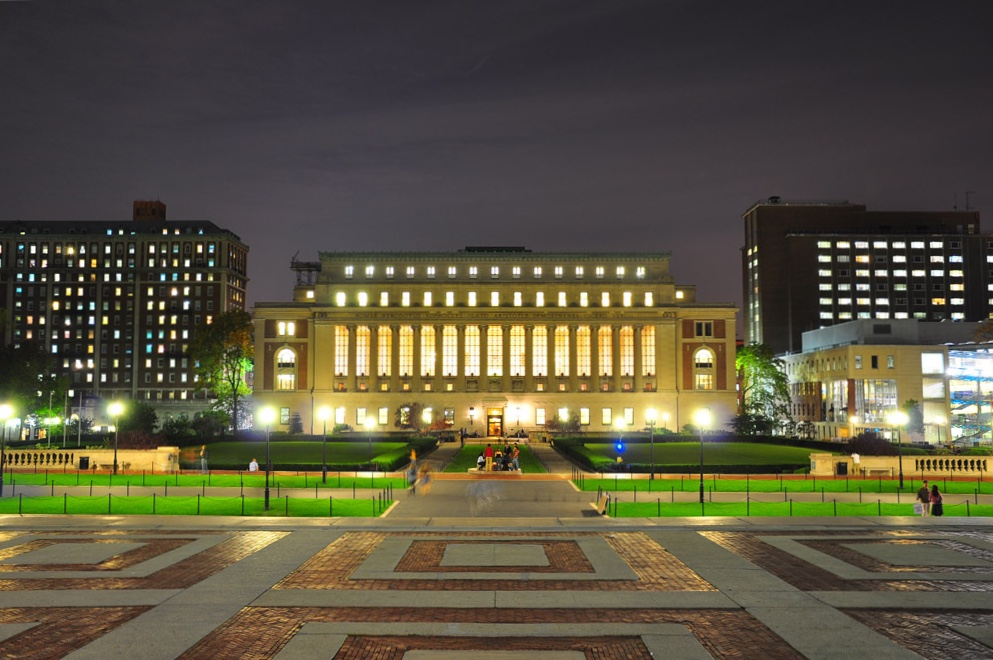
Butler Library, considerada uma das mais belas bibliotecas universitárias dos Estados Unidos.

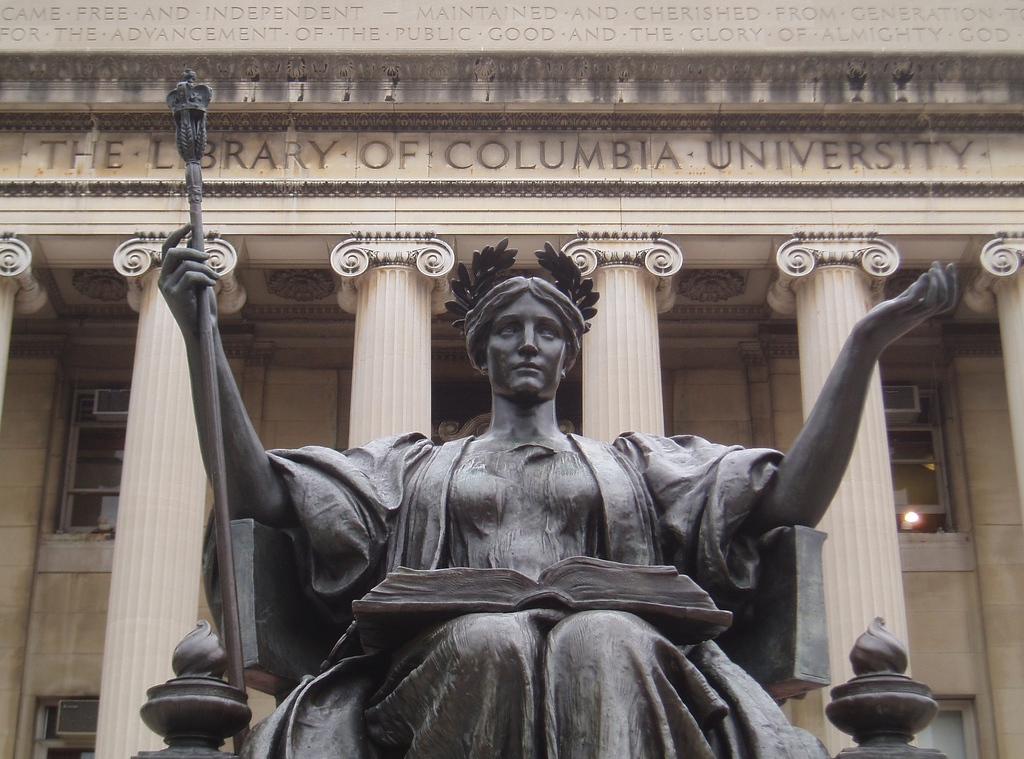
Alma Mater, de Daniel Chester French, nos degraus da Low Memorial Library.

A Biblioteca Murray Butler, conhecida simplesmente como Biblioteca Butler (Butler Library, em inglês), é a maior biblioteca pertencente à Universidade Columbia, abrigando mais de 2 000 volumes, e está sediada numa das maiores construções do complexo universitário. Originalmente proposta pelo antigo presidente Nicholas Murray Butler para ser o "South Hall", uma expansão da Low Memorial Library, sua construção foi financiada por Edward Harkness, filantropo e investidor do sistema de faculdades de Yale. Projetado pro James Gamble Rogers em estilo neoclássico, o prédio foi concluído em 1934 e rebatizado em 1946 para homenagear seu idealizador e vencedor do Nobel da Paz. A fachada do prédio contém uma série de colunas de ordem jônica, sobre as quais estão gravados nomes de renomados escritores, filósofos e pensadores, em sua grande maioria recorrentes para os docentes do Columbia College. Em dados de 2012, o sistema bibliotecário de Columbia continha mais de 11 milhões de volumes, sendo o oitavo maior sistema de bibliotecas e a quinta maior biblioteca universitária dos Estados Unidos.
Diversos prédios do campus de Morningside Heights estão listados no Registro Nacional de Lugares Históricos. A Low Memorial Library, um Marco Histórico Nacional e que localiza-se no centro do complexo universitário, é listada por sua "significância arquitetônica". O Philosophy Hall, que sedia os departamentos de idiomas e a Escola de Artes e Ciências da universidade, é citado como o local da invenção da modulação em frequência. O Pupin Hall, que sedia os departamentos de Física e Astronomia, também está incluída na lista, especial por ter sediado os primeiros experimentos de fissão de urânio por Enrico Fermi. O átomo de urânio foi dividido dez dias após a primeira divisão de átomos do mundo em Copenhague, Dinamarca.

## Alunos

### Ex-alunos notáveis
Em dados de 2011, a Universidade Columbia havia formado três presidentes dos Estados Unidos, 26 chefes de Estado estrangeiros, dez Juízes da Suprema Corte dos Estados Unidos e 39 vencedores do Prémio Nobel. No mesmo ano, foi registrado que pessoas formadas na universidade somavam 35 vitórias do Prêmio Nacional do Livro e 123 vitórias do Prémio Pulitzer, este último organizado pela própria instituição. Atualmente, dois senadores dos Estados Unidos; 16 CEO listados na Fortune 500; três dos 25 norte-americanos mais ricos e 20 bilionários estudaram na universidade. Nos seus primórdios, Columbia abrigou cinco dos Pais Fundadores.
Os presidentes Theodore Roosevelt e Franklin Delano Roosevelt frequentaram a Escola de Direito. Outras figuras políticas, mais recentes, que estiveram relacionadas à universidade incluem o ex-presidente Barack Obama, a Juíza Associada Ruth Bader Ginsburg, a ex-Secretária de Estado Madeleine Albright, o ex-presidente da Reserva Federal Alan Greenspan e o Procurador-geral Eric Holder. O presidente Dwight D. Eisenhower foi também presidente da universidade de 1948 a 1953.  Columbia foi também local de formação de diversos chefes de Estado, incluindo Mikheil Saakashvili, José Ramos-Horta, Toomas Hendrik Ilves e outras figuras históricas como Wellington Koo, Radovan Karadžic, Gaston Eyskens e T. V. Soong. B. R. Ambedkar, líder dalit e um dos autores da Constituição da Índia, foi também aluno de Columbia.
Ao longo da história, ex-alunos de Columbia têm ocupado cargos de destaque em Wall Street e no mundo corporativo em geral. Membros notáveis da família Astor estudaram em Columbia, sendo que alguns investidores recentes também foram alunos da universidade, como Warren Buffet, Larry Grossman e S. Robson Walton. Outros empresários reconhecidos no mundo corporativo que tiveram sua formação acadêmica em Columbia incluem James P. Gorman (da Morgan Stanley), Robert J. Stevens (da Lockheed Martin), Philippe Dauman (da Viacom), Ursula Burns (da Xerox) e Vikram Pandit (da Citigroup).

No campo das ciências e tecnologia, Columbia formou os seguintes profissionais: o fundador da IBM, Herman Hollerith; o inventor da rádio FM, Edwin Armstrong; Francis Mechner; Hyman G. Rickover, um dos desenvolvedores do submarino nuclear; Kai-Fu Lee, o fundador da Google China; e os cientistas Stephen Jay Gould, Robert Millikan, Ali Javan e Mihajlo Pupin; os filósofos Irwin Edman e Robert Nozick; o economista Milton Friedman; e a psicóloga Harriet Babcock e o Escritor e Poeta Allen Ginsberg

Alunos notáveis da Universidade Columbia
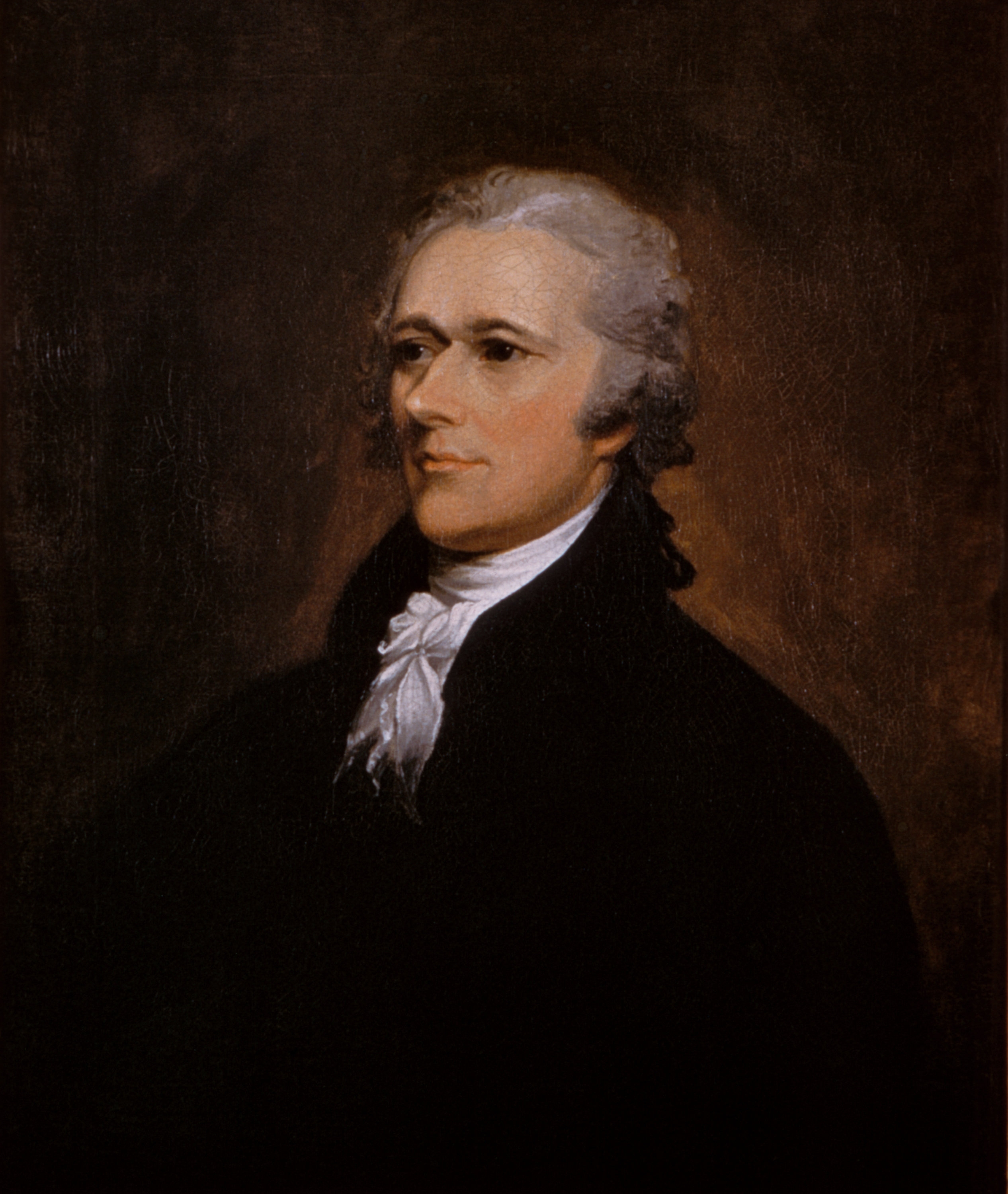
Alexander Hamilton 1.º Secretário do Tesouro
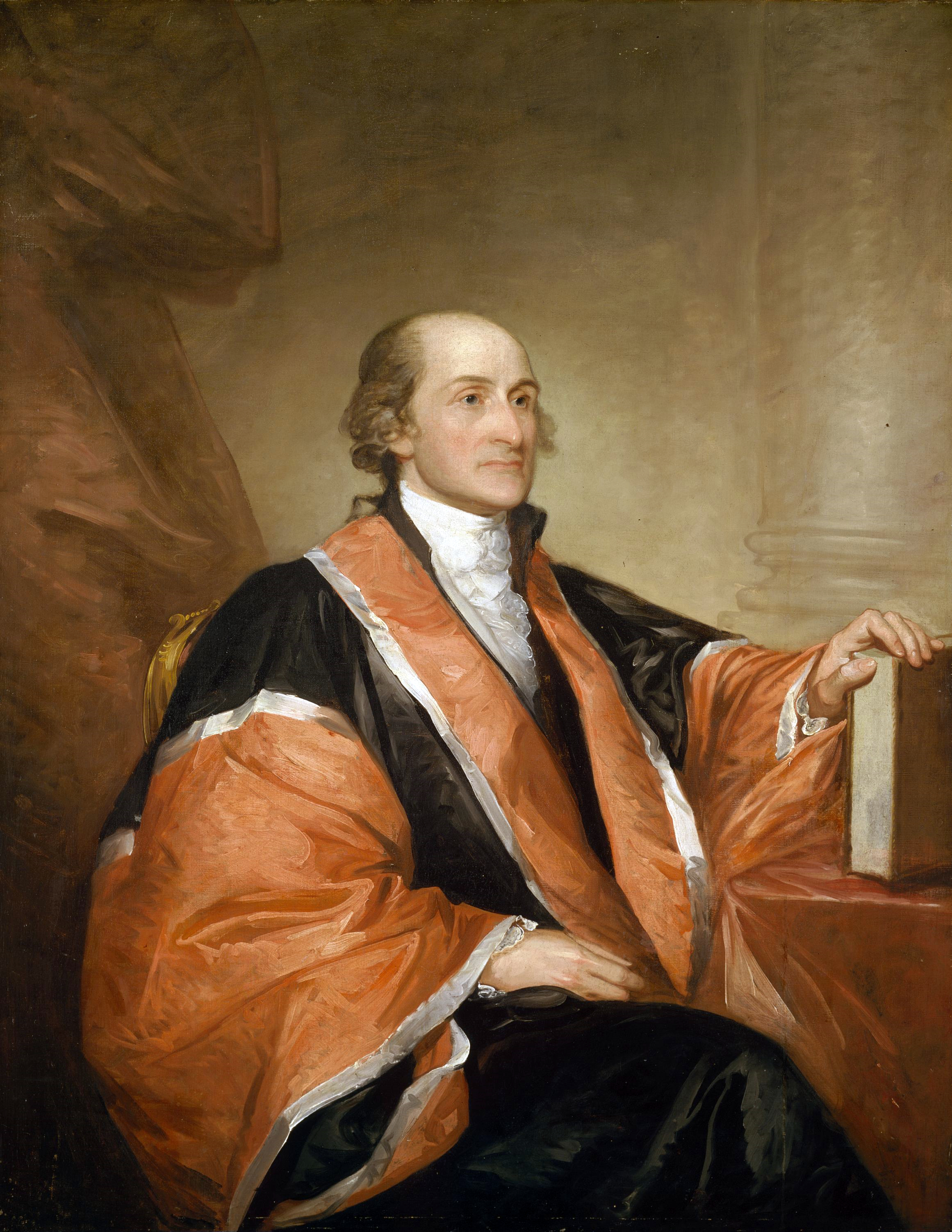
John Jay 1.º Chefe de Justiça
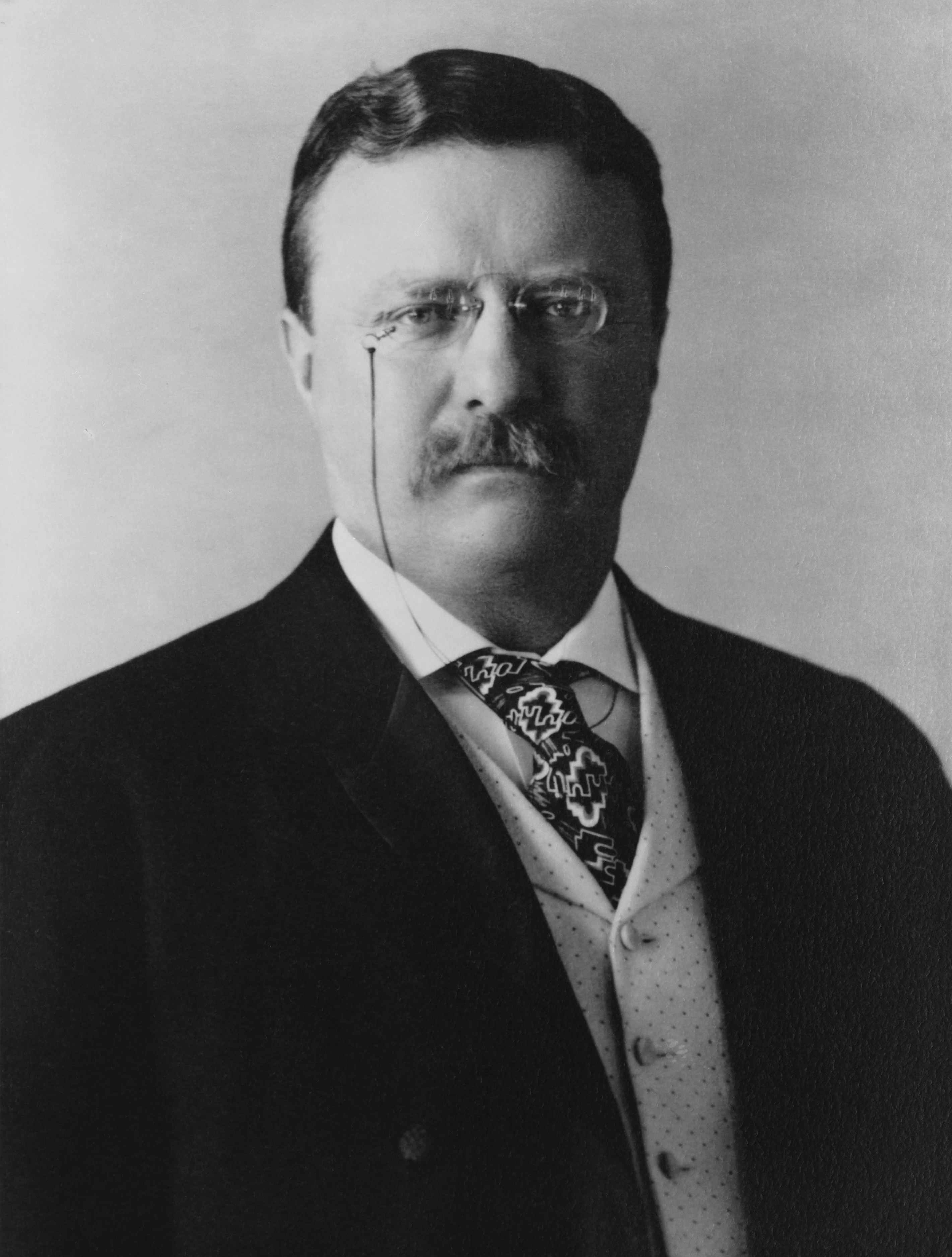
Theodore Roosevelt 26.º Presidente dos Estados Unidos
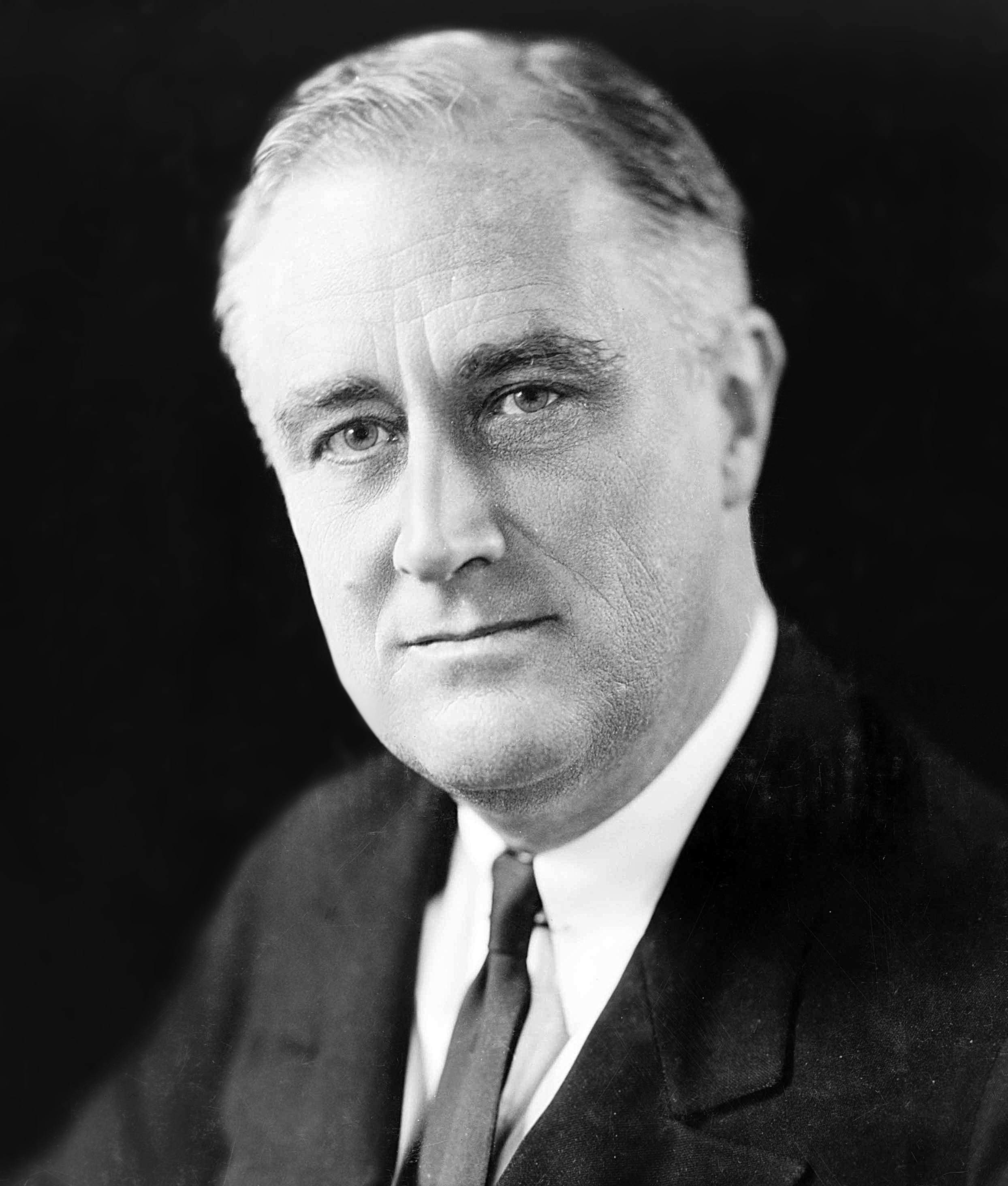
Franklin D. Roosevelt 32.º Presidente dos Estados Unidos
Barack Obama 44.º Presidente dos Estados Unidos
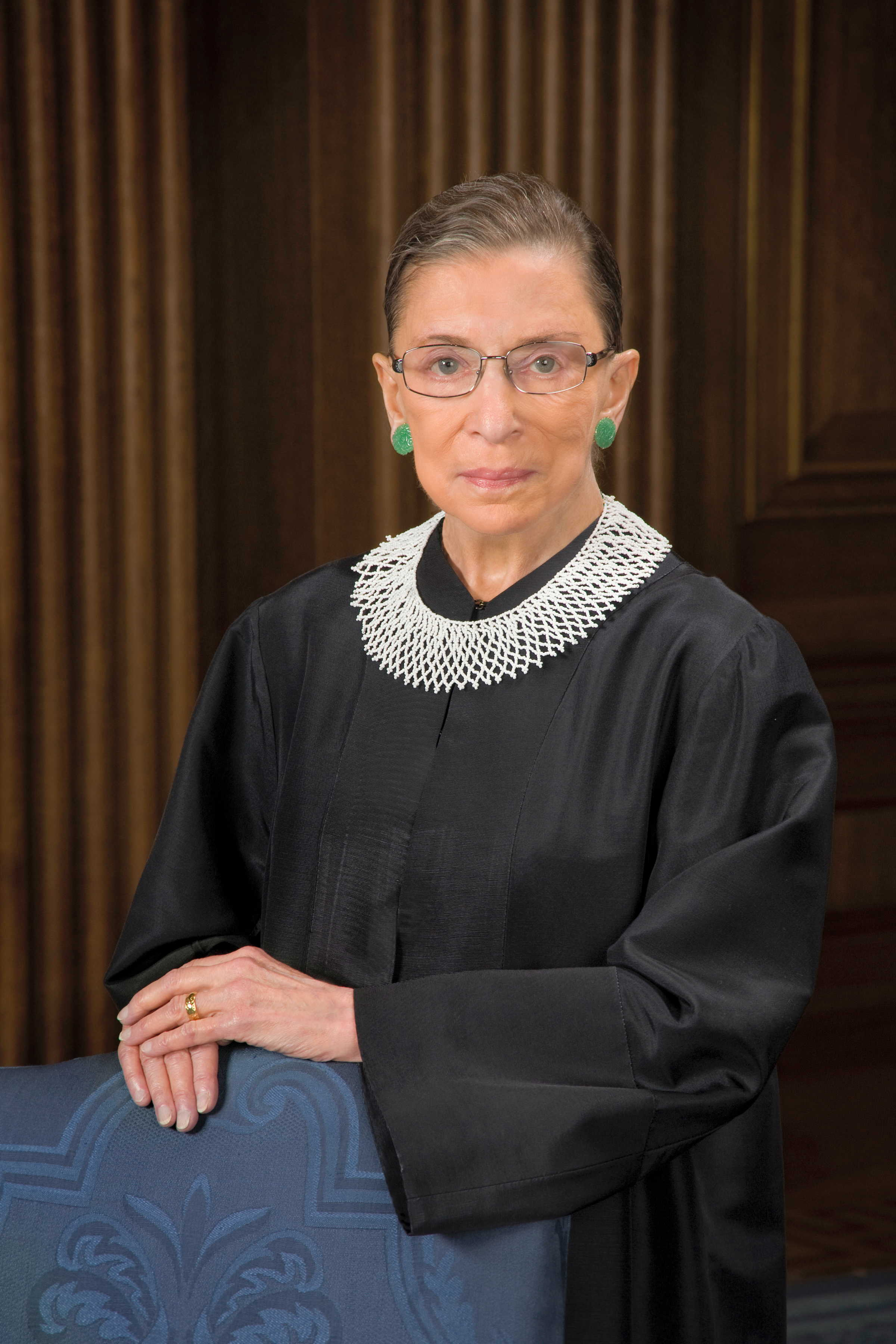
Ruth Bader Ginsburg Juíza da Suprema Corte
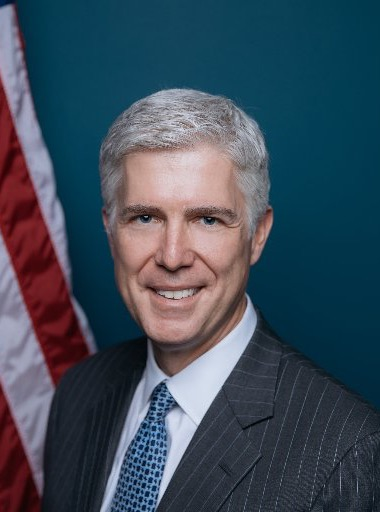
Neil Gorsuch Juiz da Suprema Corte
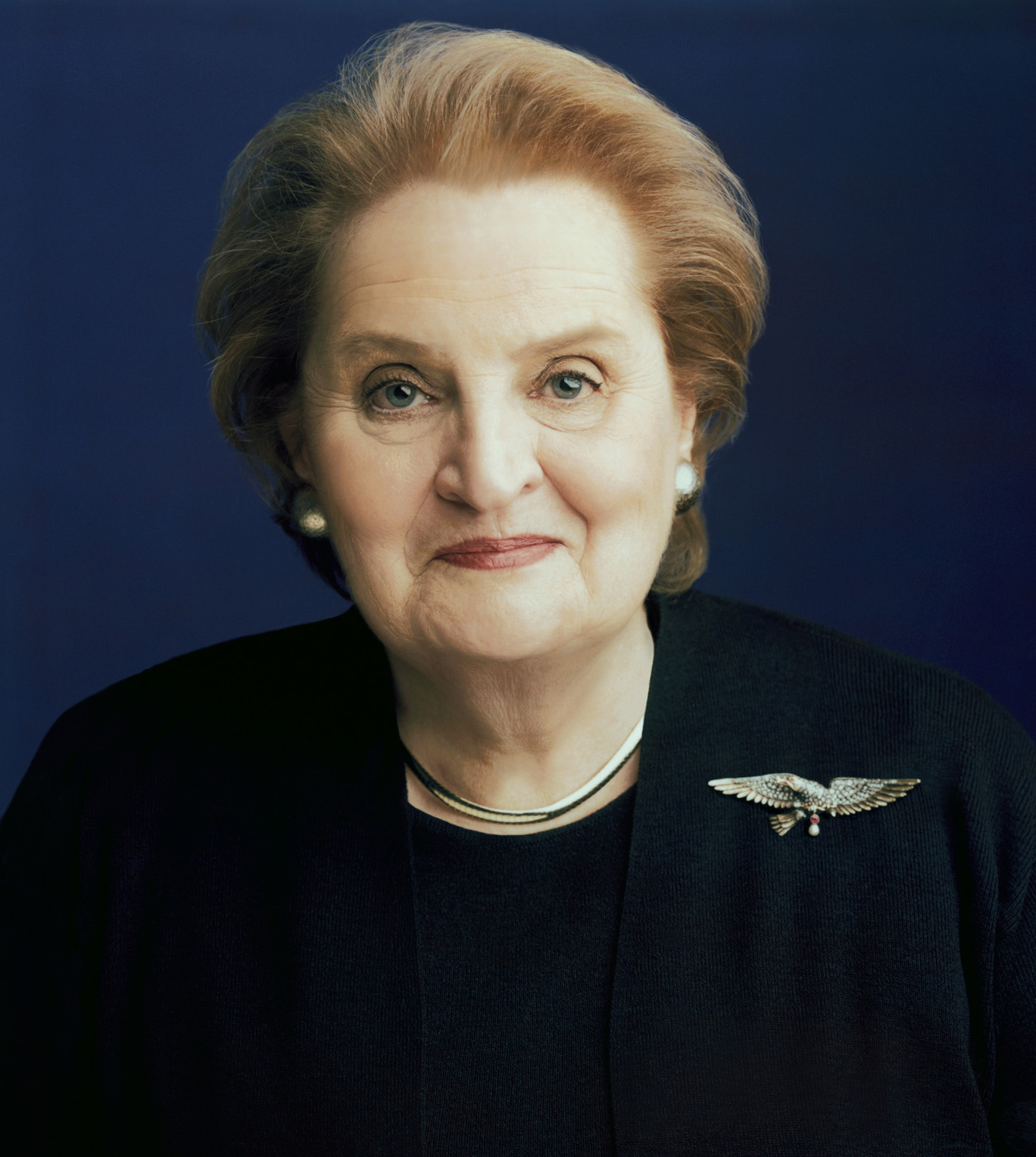
Madeleine Albright 64.ª Secretária de Estado
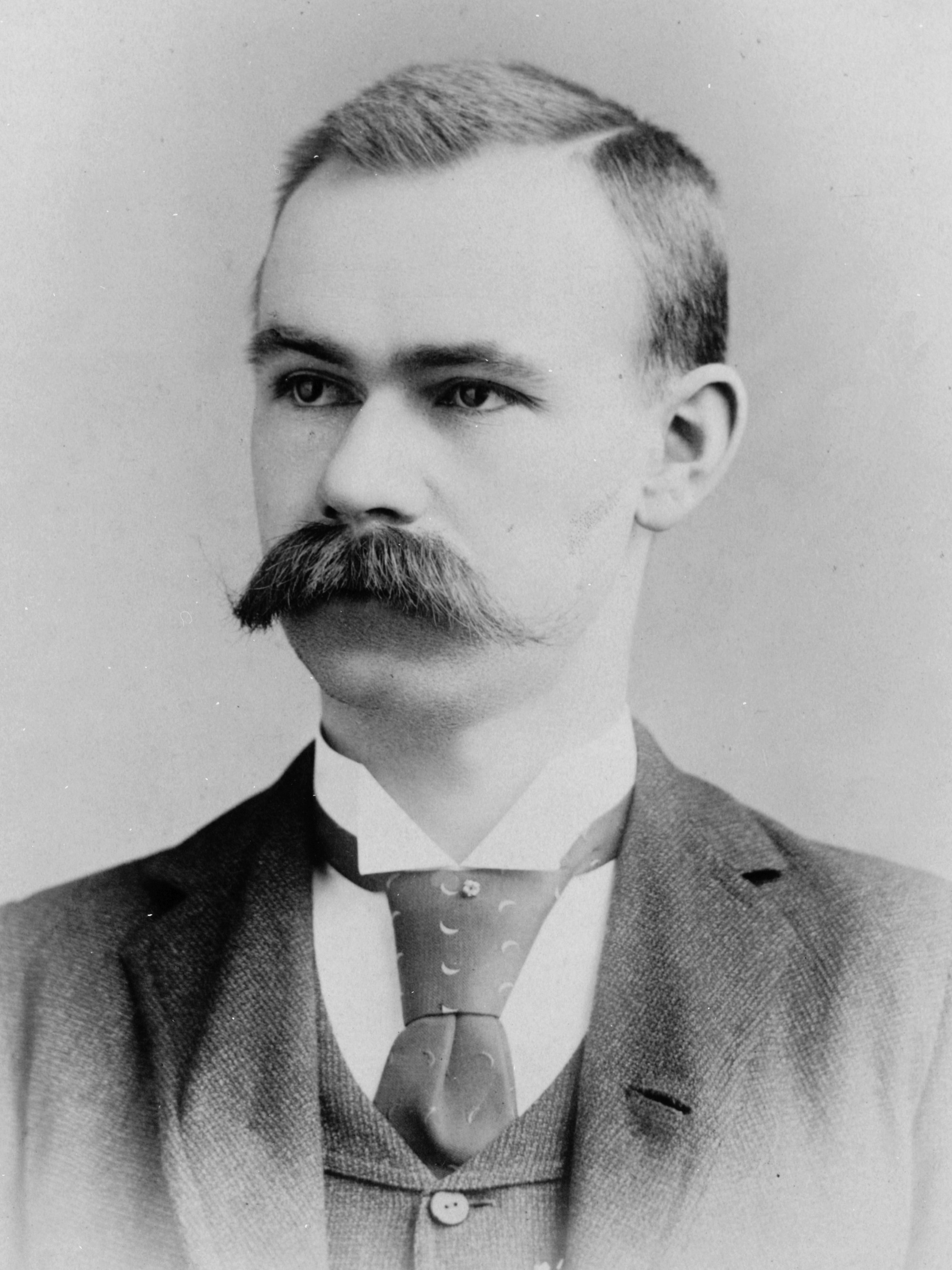
Herman Hollerith Co-fundador da IBM
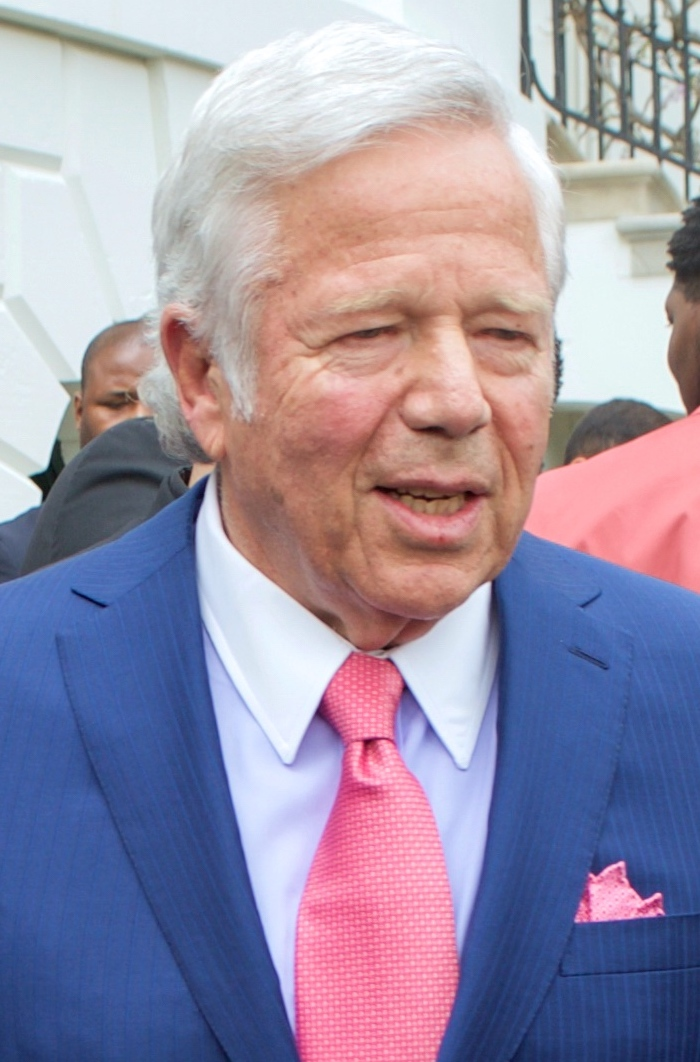
Robert Kraft CEO do Kraft Group
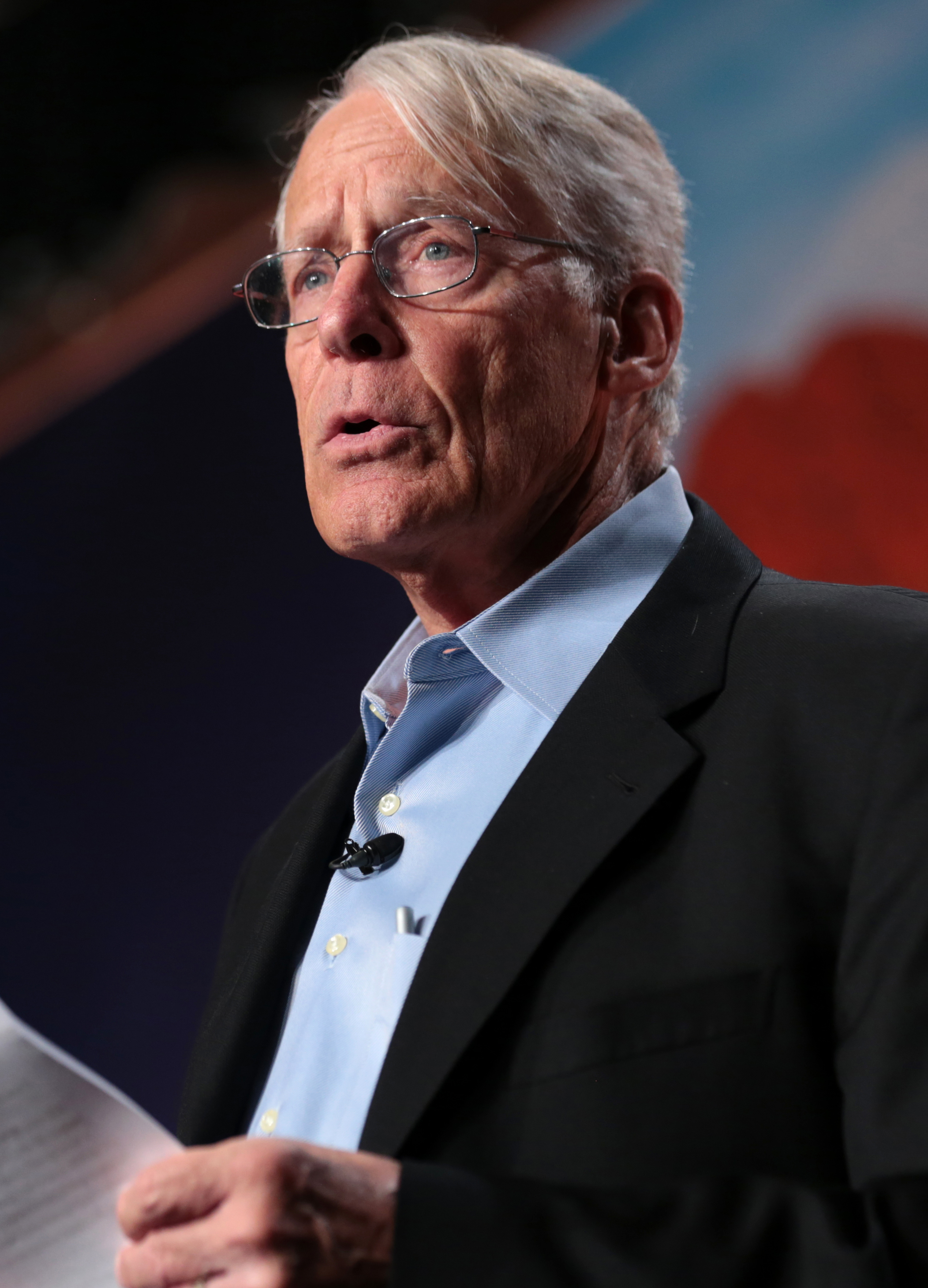
S. Robson Walton Presidente do Walmart
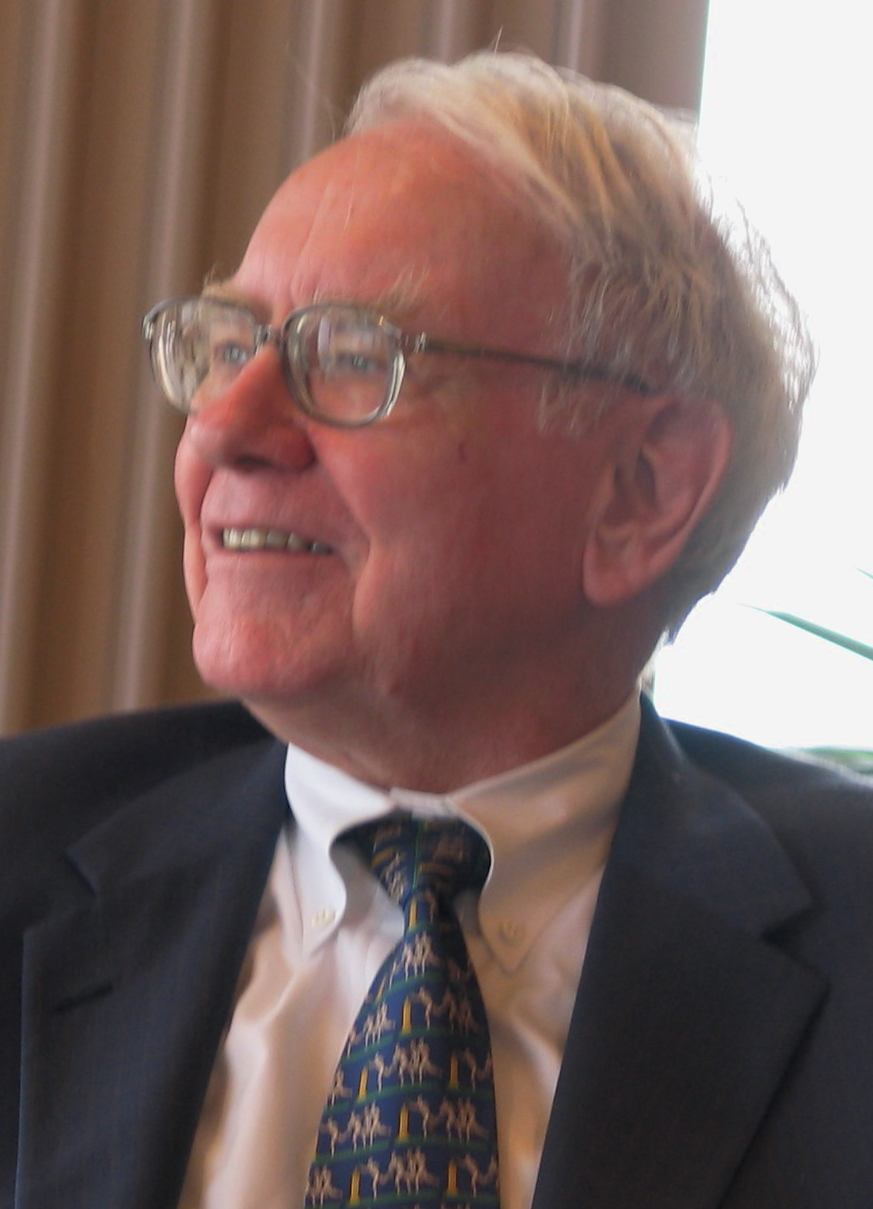
Warren Buffett CEO da Berkshire Hathaway
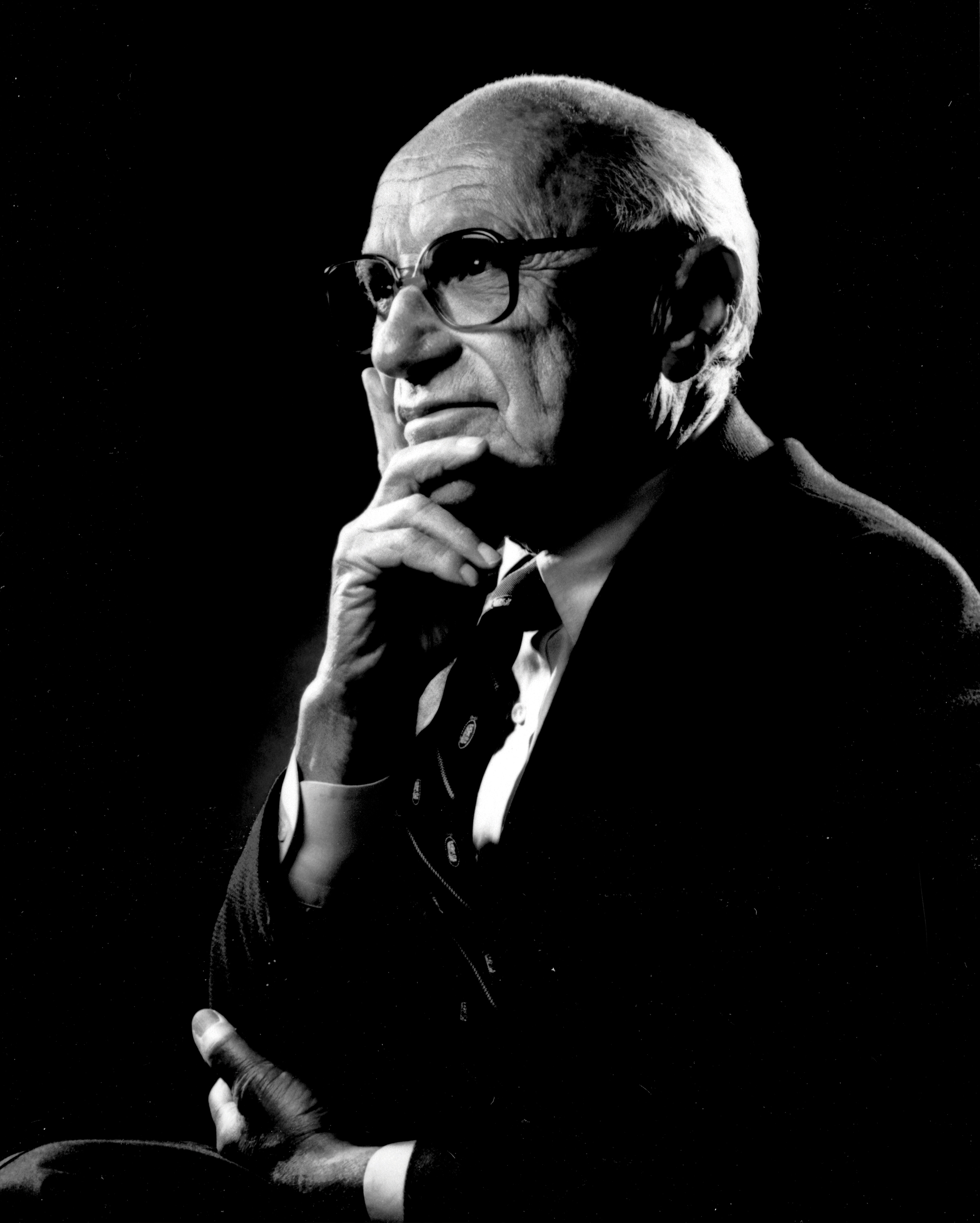
Milton Friedman economista
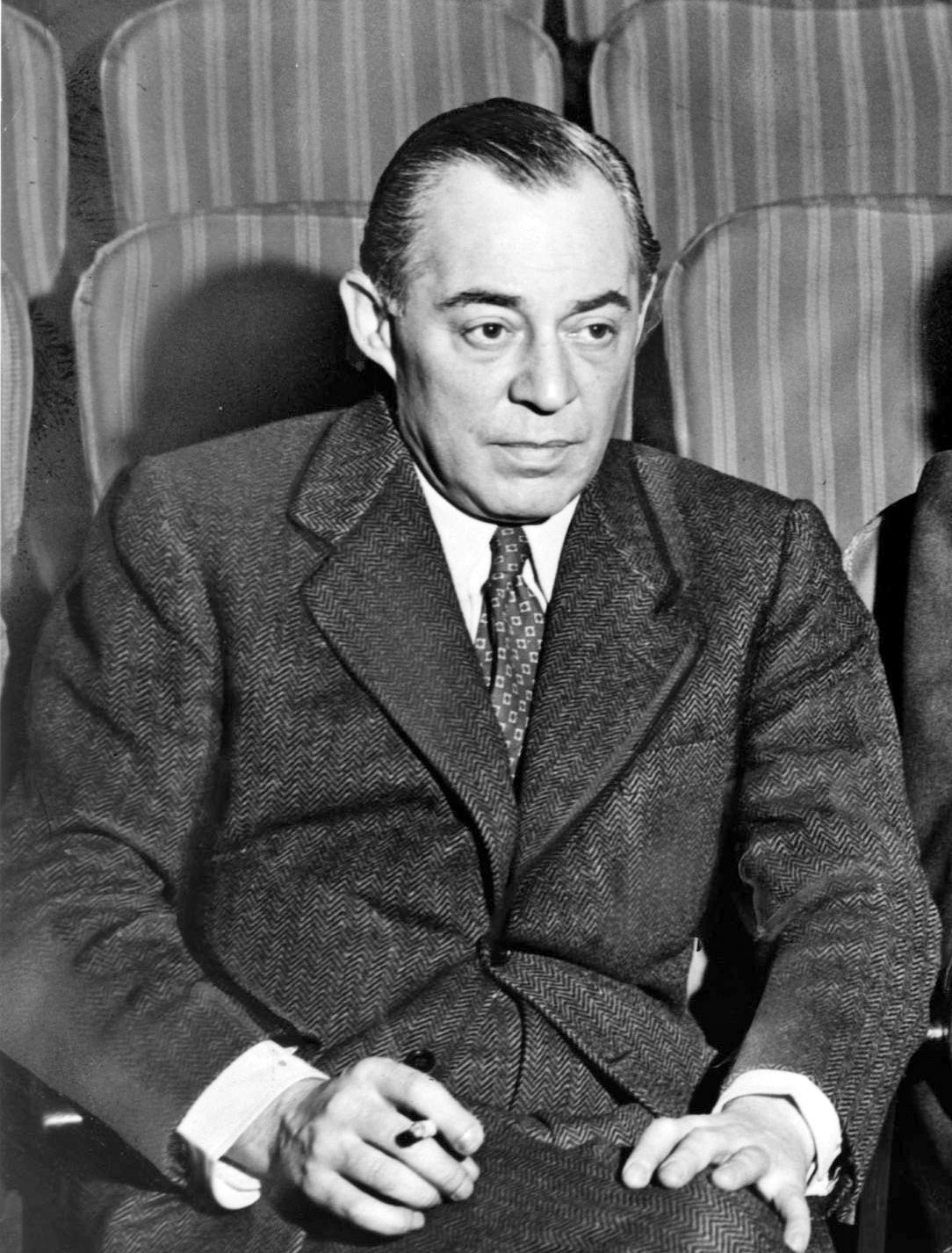
Richard Rodgers compositor multi-premiado
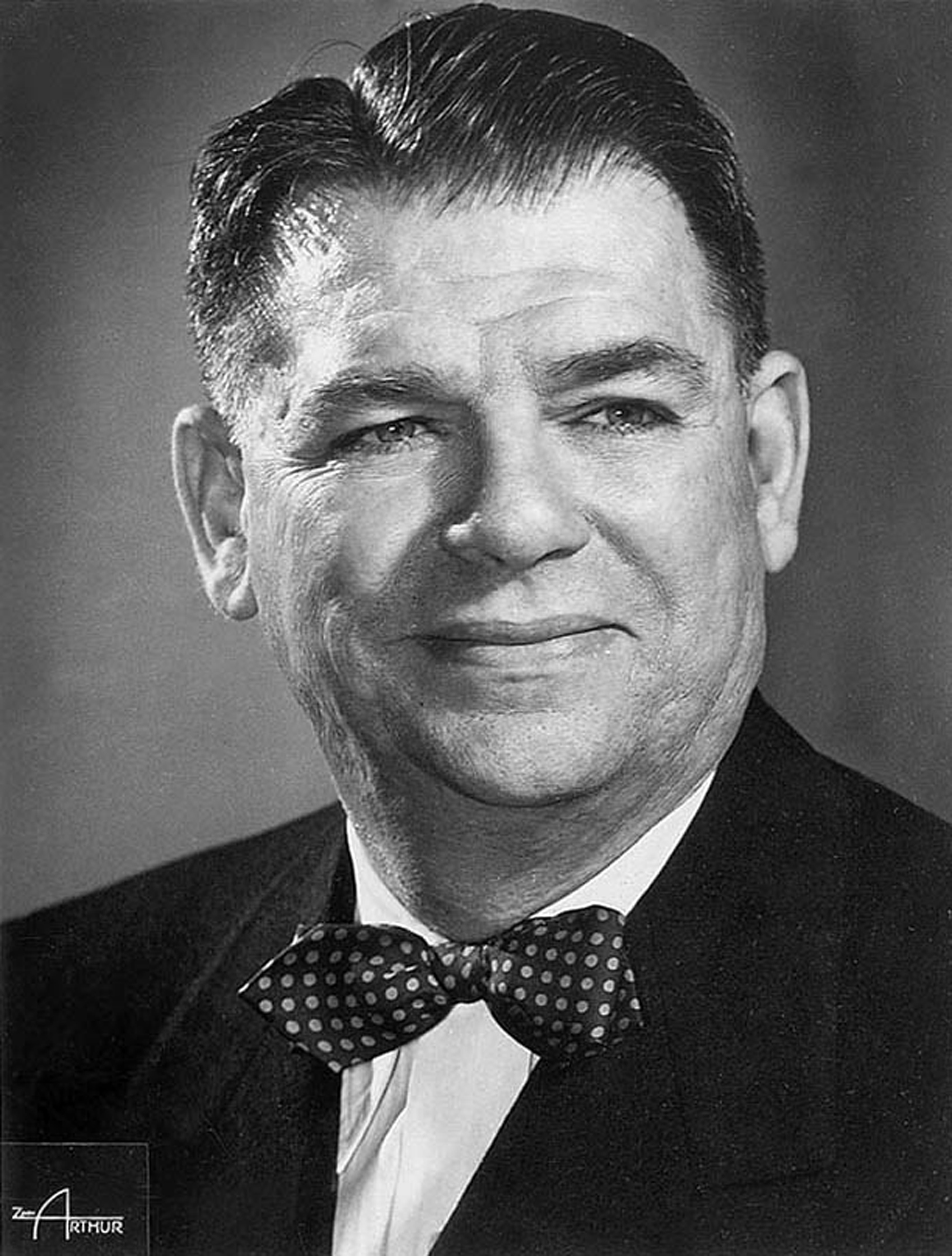
Oscar Hammerstein II libretista, produtor teatral e cineasta
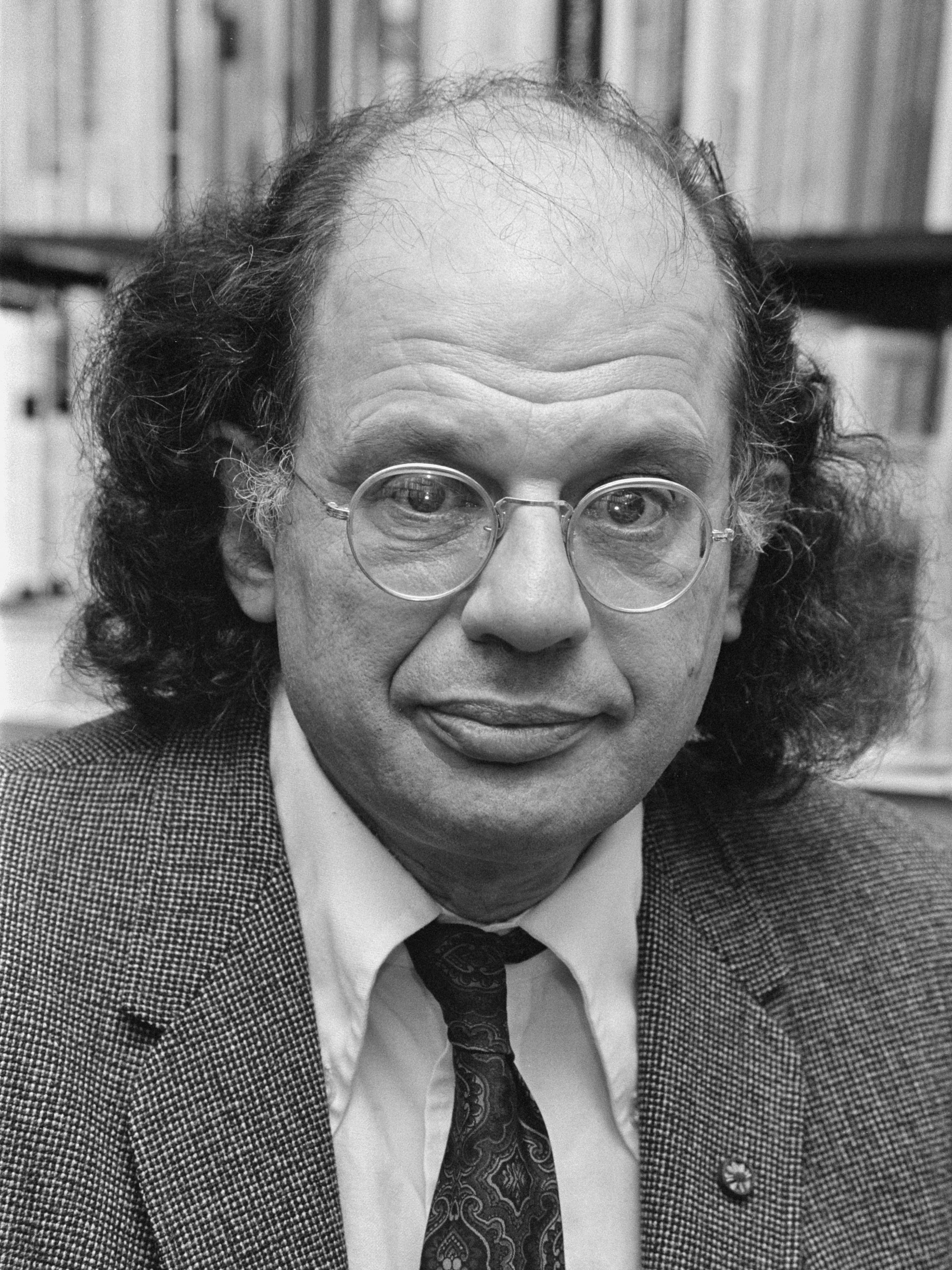
Allen  Ginsberg Escritor e Poeta